# Piume (Leo Gassmann)
Piume è un singolo del cantautore italiano Leo Gassmann, pubblicato il 23 novembre 2018.
Il brano, il cui testo è stato scritto dallo stesso cantante, è stato presentato come inedito il 22 novembre 2018 durante la quinta puntata della dodicesima edizione di X Factor.

## Tracce
1. Piume – 3:21

## Classifiche
| Classifica (2018) | Posizione massima |
| ----------------- | ----------------- |
| Italia            | 18                |